# Všemyslice
Obec Všemyslice, dříve také Šemeslice, se nachází v okrese České Budějovice, kraj Jihočeský. Žije zde přibližně 1 200 obyvatel. Zhruba 5 km jižně od Všemyslic je Jaderná elektrárna Temelín.

## Historie
Území obce bylo osídleno již v pravěku a raném středověku. V lokalitě Kořenský vrch bylo rovinné neopevněné sídliště. V lokalitě Kozí vrch je dvoudílné opevněné hradiště z doby bronzové.
První písemná zmínka o vsi (Usemyslicz) pochází z roku 1352.

## Pamětihodnosti
- Kaple na návsi s dřevěnou vyřezávanou věžičkou
- Pomník obětem 1. světové války u kaple
- Archeologické naleziště Kořenský vrch
- Mohylník Holý vrch, archeologické naleziště
- Mohylník U stružské cesty, archeologické naleziště
- Mohylník U zlámaného kříže, archeologické naleziště

## Části obce
Obec Všemyslice se skládá z pěti částí na čtyřech katastrálních územích.
- Všemyslice (i název k. ú)
- Bohunice (k. ú. Bohunice nad Vltavou)
- Neznašov (leží v k. ú. Všemyslice)
- Slavětice (k. ú. Slavětice u Všemyslic)
- Všeteč (i název k. ú)

## Galerie

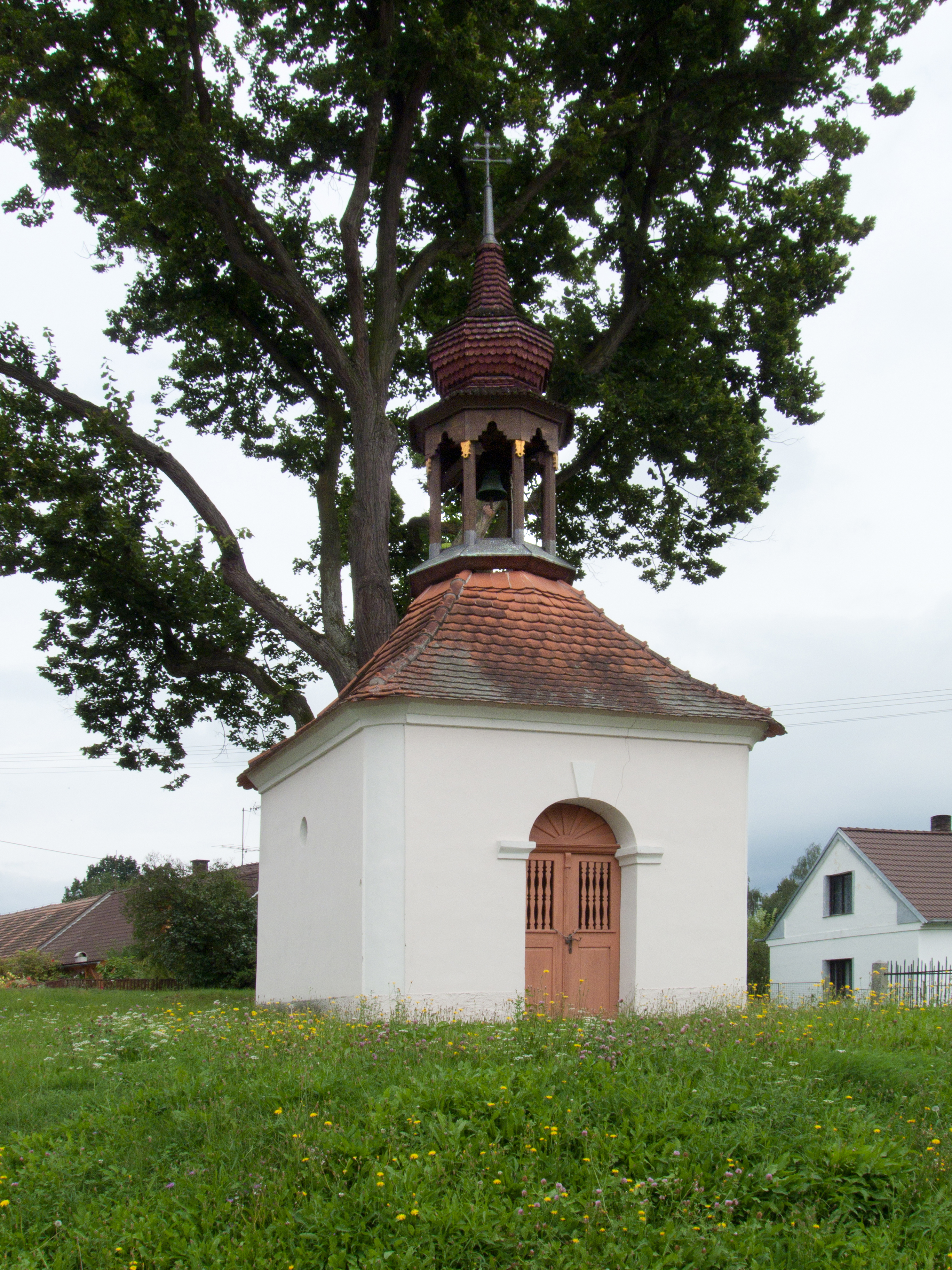
kaple
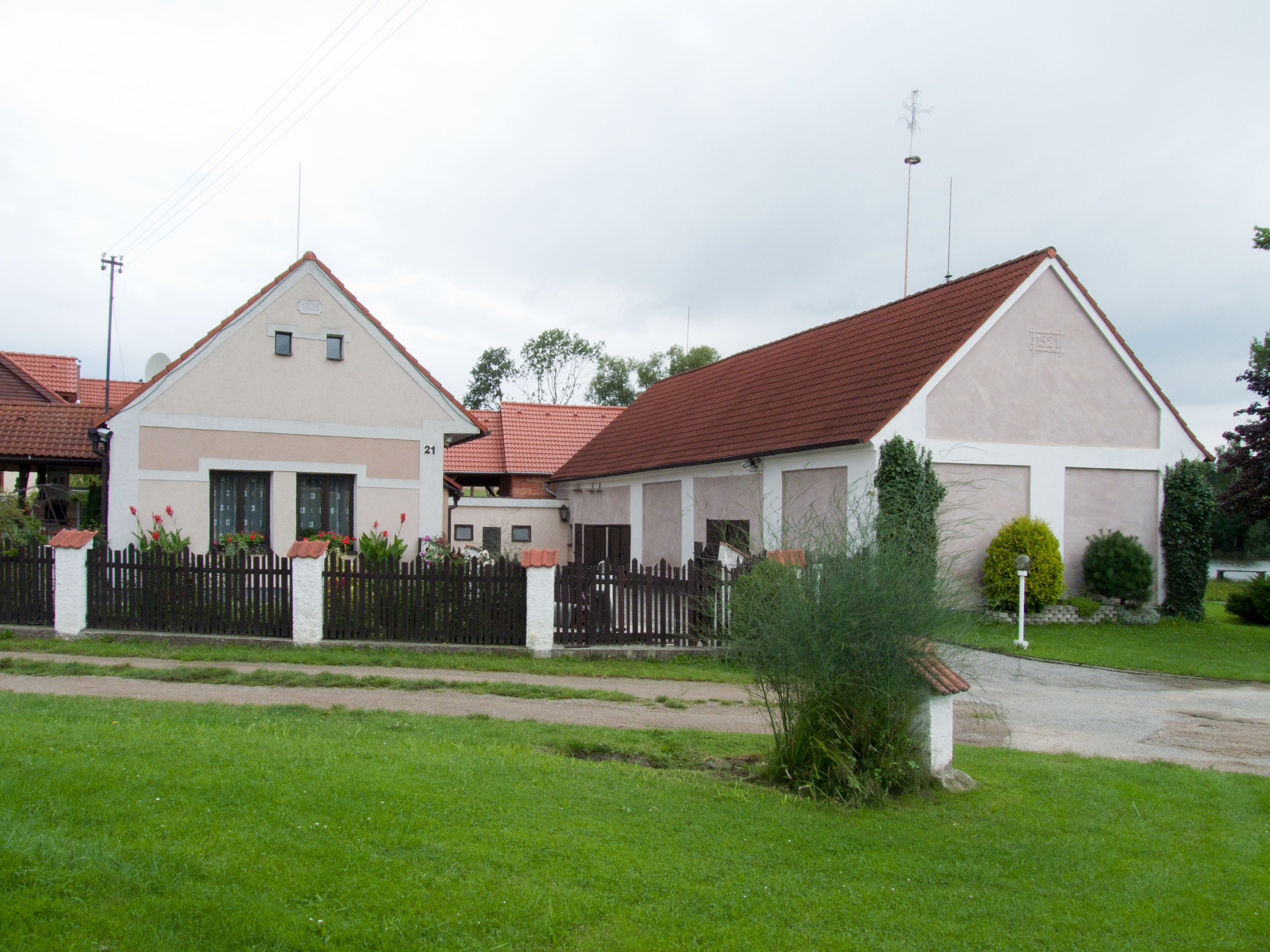
statek čp. 21
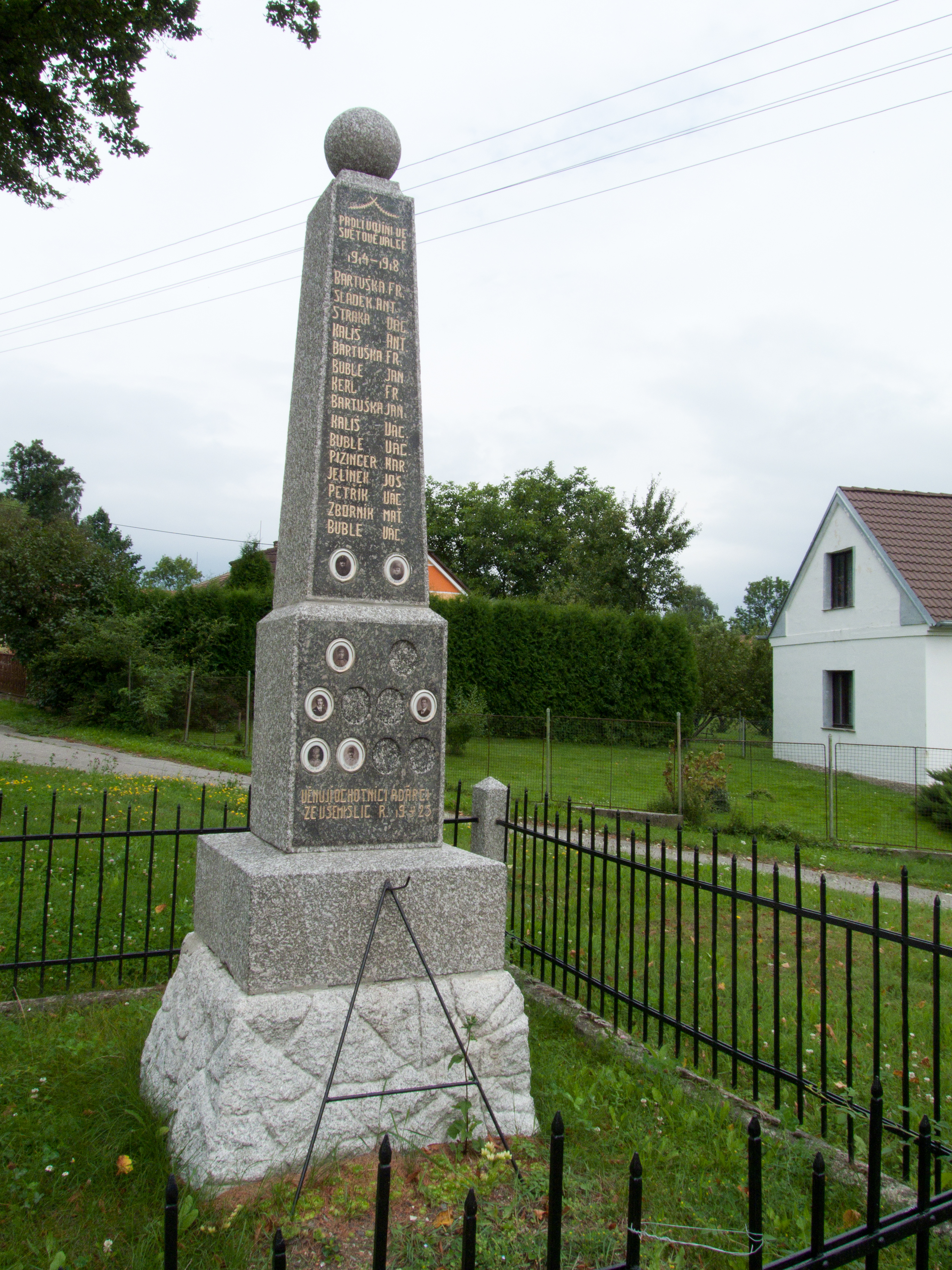
pomník padlým v 1. světové válce